# BDプレーヤー

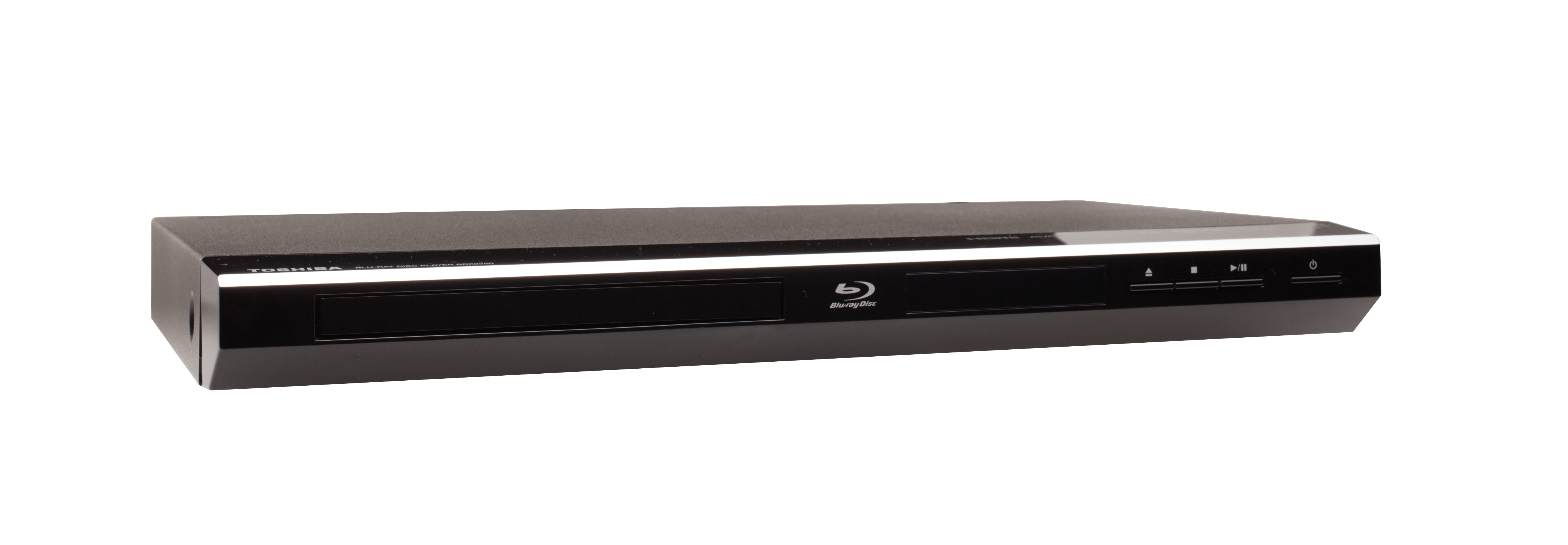
東芝製BDプレーヤー

Blu-ray Discプレーヤー（ブルーレイディスクプレーヤー、通称：BDプレーヤー・BD再生機）とはBlu-ray Discの再生専用ビデオ規格（BDMV）およびDVD-Videoを再生する装置である。BDプレーヤーは再生専用機を指し、記録型BDに動画などを記録できる装置は「BDレコーダー」という。2008年までは競合規格としてHD DVDプレーヤーも発売されていた。

## 概要
BDプレーヤーはBDMVを再生する単体の機器で、テレビに接続して視聴する。液晶モニタ搭載の携帯用プレーヤーはパナソニックから地デジチューナー内蔵（フルセグ・ワンセグ両対応）タイプとチューナーレスの単体タイプが販売されている。車載用BDプレーヤーは同じくパナソニックから限定生産で販売されている。BD-ROMはBDドライブを搭載したパソコンで視聴することもでき、このとき使用する「BD/DVD再生ソフトウェア」は「ソフトウェアBD/DVDプレーヤー」ともよばれる。
BD以外にもDVD-Videoフォーマットに対応することが必須であり、パソコンで作成したDVD-Video/BDMV準拠のディスクやDVDレコーダーでDVD-Videoモードで録画したディスクを通常再生可能である。またBD/DVDレコーダーのBDAVやDVD-VR形式で録画したディスク、AVCHD、音楽CDなどを再生可能なものがある。
HD DVD終息以前はLG電子とサムスン電子からBD/HD DVD両対応プレーヤーも販売されていた。

## 視聴
BDプレーヤーはテレビに接続して視聴する。この際、ハイビジョン画質で視聴するためにはハイビジョン解像度に対応したHDTVとD端子・コンポーネント端子・HDMIケーブルのいずれかで接続する必要がある。中でも完全デジタル転送が行われるHDMIが最も好ましいとされ、近年のほとんどのHDTVは1 - 3端子実装している。
RCA端子を使ったコンポジット映像信号の場合、DVDプレーヤーと同等の解像度となる。HD解像度に非対応なSDTVでの視聴も勿論可能ではあるが、本来の恩恵は受けられなくなる。

### 1080/24p
映画ソフトのほとんどは秒間24フレーム（24Hz）で撮影・収録されている。これをプレーヤー側で60Hzに補間するとわずかながら画質が損なわれる。それを解決するためフルハイビジョン・24HzのままHDMIでデジタル転送する方式が登場し、これを「1080/24p」「1080p 24Hz」などと呼ぶ。受像機側で120Hzなど24の倍数に補間する場合が多くよりオリジナルの意図に近い映像が再現される。
さらに、パイオニアから2007年に発売されたBDP-LX91にはデジタル放送の60Hzを24Hzに変換して出力する機能が搭載されており（但し、後継を謳ったBDP-LX88にはLX91の24Hz変換機能は非搭載）、映画番組の再生においてもプレーヤーから24Hzに変換してHDMIでデジタル転送することもできる。
1080/24pで再生するにはプレーヤー・受像機の両方が対応する必要がある。PS3や2007年以降に発売されたBDプレーヤー/レコーダーのほとんどが対応している。2007年以降に薄型テレビ・プロジェクタの多くが対応するようになった。なおHDMI接続が必須となり、D端子/コンポーネント端子でも規格上では可能であるが、対応のプレーヤーが出ていないため事実上不可能である。

### HDオーディオ
BD-ROMで採用されているロスレスサラウンド音声（ドルビーTrueHD・DTS-HDマスターオーディオ）を通称HDオーディオと呼ぶ。正しく再生するにはBDプレーヤーとAVアンプの双方が対応している必要があり、以下の接続方法がある。
- BDプレーヤーがビットストリーム出力に対応している場合、HDMI接続で記録信号のまま出力できる。デコードに対応したAVアンプ側で伸張・再生する。
- BDプレーヤー側がデコードに対応している場合、PCMサラウンド音声に伸張しHDMI接続でAVアンプに出力する。プレーヤー・AVアンプの双方がアナログ5.1ch/7.1ch音声出入力を備えていればアナログ接続も可能である。

上記のいずれも満たさない場合でも、プレーヤー・AVアンプの双方に光デジタル音声端子があればサラウンド再生が可能である。ただしこの場合はTrueHD・DTS-HDトラックに併せて収録されるドルビーデジタルやDTSを再生するため音質が劣る（DVD-Video相当）。
2007年以降に発売されたBDプレーヤーはHDオーディオのビットストリーム出力とデコードに対応する場合が多い。PS3はデコードのみ対応（DTS-HDは2008年4月のバージョン2.30アップデートで対応）。
HDオーディオに対応したHDMI Ver.1.3搭載AVアンプは2007年頃から製品が増え、低価格な機種も登場している。HDMI搭載でもHDオーディオ非対応の機種があり、その場合はプレーヤー側でデコードすれば問題はない。
BD-ROMにはこの他にも非圧縮PCMサラウンド音声が採用されている。プレーヤーとAVアンプの双方にHDMI端子またはアナログ5.1ch/7.1ch出入力があれば再生可能である。

## 機器
2006年6月に北米でサムスン電子が初のBDプレーヤーを発売。当初の価格は1000ドル程度であった。
同11月にBD-ROM再生対応のゲーム機「PlayStation 3」（PS3）が発売。当時の価格は500 - 600ドル（日本では49800/59800円）でそれまで発売されたBDプレーヤーより低価格だった。それ以降BDプレーヤーの販売台数の大半を占め普及を牽引している。
2007年の北米の年末商戦において東芝がライバル規格のHD DVDプレーヤーを100ドル程度に大幅値下げしたためBD陣営も値下げを余儀なくされたが、それでもBDプレーヤーは300 - 400ドル程度であった。またPS3も399ドル（日本では39980円）に値下げした。
DVDプレーヤーとの価格差が大きいこともあり普及が伸び悩んでいるという報道もあったが、最大手のソニーによると北米では在庫切れになるほど売れ行きは好調だという（2008年7月現在）。
海外ではDVDレコーダーの普及が進まなかったが、これはBDにもあてはまる。そのため米国や東南アジアを含む多くの海外諸国では日本のメーカーも含め再生機のみを販売しており、録画対応のBDレコーダーはほとんど販売されていない。

### 日本市場のBDプレーヤー
世界的に見て日本国内ではBD/DVDレコーダー市場が特異的に大きく、さらにDVDと異なり読み込み専用規格（BDMV）が書き込み可能型（BDAV）よりも策定が遅かったこともあり、日本のメーカーはDVD時代ほど単体プレーヤーに力を入れていなかった。
2008年時点で日本の一般消費者向けに据え置き型BDプレーヤーを販売しているのはソニー（2008年12月参入）、シャープ、パイオニア、デノンの4社および前述のPS3のみであった。しかもそれもホームシアター向けの高級機が多く、一般向けの価格帯の機器を販売しているのはソニーとシャープの2社のみであった。
2009年に入ると参入するメーカーが急増しており、パナソニックやパイオニアも一般向けの市場に参入し他社もラインナップの拡充をしている。BDドライブをカーナビゲーションに組み込むのが難しいためごく一部の機種にしかBD対応カーナビは発売されていないが三菱電機ではカーナビゲーションなどのモニターに接続して使える車載BDプレーヤーを発売している。なお、ポータブルBDプレーヤーはこれまでパナソニック1社のみが販売していたが、廣華物産がVenturerブランドで2010年12月に10インチポータブルBDプレーヤーを新発売している。
2012年秋以降製造の機種は（著作権保護の観点から映像のアナログ伝送を全面禁止とする「新AACS規制」に対応するため）アナログAV出力端子を廃止し、TV受像機とはHDMIケーブルでしか繋げない機種が殆どとなっている（HDMI端子非搭載の従来型TVには接続不可）。
2010年半ばからBDプレーヤーの低価格化が進んでおり、2016年にPS4 Proが発売されたことで、高級BDプレーヤーでは画質でPS4 Proには対抗出来なくなった。高級BDプレーヤーを開発してきたメーカーはUHD-BDプレーヤーへ開発環境を切り替えたことで、現在は低価格BDプレーヤーが主流となっている。
シャープとTVS REGZAは2024年までにBD/DVDプレーヤー生産より撤退し、録再機（BDレコーダー）のみの生産へ移行。現在再生専用機を生産している国内大手メーカーはパナソニックとソニーのみになった。また従来型「DVDプレーヤー」は、最後まで生産していたパナソニックが2017年発売「DVD-S500」を最後に2025年3月限りで撤退。これを以て国内大手メーカー全社が「HDMI端子のみを搭載したBDプレーヤー/レコーダーへの一本化」を完了し、従来型RCA端子を搭載したビジュアル録再機器は終焉を迎えた。

#### 一般向け
- SCE→SIE
  - PlayStation 3（2006年11月発売）
  - PlayStation 4（2014年2月発売）
  - PlayStation 5（2020年11月発売）
- ソニー
  - BDP-S350（2008年12月発売）
  - BDP-S5000ES（2008年12月発売）
  - BDP-S360（2009年9月発売）
  - BDP-S370（2010年9月発売）
  - BDP-S470（2010年9月発売） ブルーレイ3D対応
- シャープ
  - BD-HP1（2007年5月発売、2009年初頭に生産終了）

BDレコーダーがまだ高かった時期に発売されたモデルのため、過渡期的機能として同社製テレビやDVDレコーダーなどをi.LINKで接続することにより、1層式BD-REに番組を記録できる機能を唯一備えていた。
  - BD-HP21（2009年3月発売）
- パイオニア
  - BDP-120（2009年5月発売、現在の最廉価BDプレーヤーで実売3万円予定）
  - BDP-320（2009年5月発売）
- パナソニック[注 3]
  - DMP-BD60（2009年5月発売）
  - DMP-BD65（2010年2月発売）
  - DMP-BDT900（2010年4月発売）
  - DMP-BDT320（2012年発売）
  - DMP-BDT330（2012年発売）
  - DMP-BD77（2013年発売）
  - DMP-BD79（2013年発売）
  - DMP-BD81（2014年4月発売）

※DMP-BD77以降のモデルよりアナログAV出力端子は全廃され、TV受像機とはHDMIケーブルでしか繋げなくなっている。

#### ホームシアター向け
- ソニー - BDP-S5000ES（2008年12月発売）
- パイオニア
  - BDP-LX52（2009年5月発売）
  - BDP-LX70（2007年6月発売、2008年半ばに生産終了）
  - BDP-LX71（2008年11月発売）
  - BDP-LX80（2007年10月発売）
  - BDP-LX88

DVD-AudioとSACDの再生に対応。BDP-LX91に搭載された逆24p変換機能は非搭載。
  - BDP-LX91（2008年12月発売）

業界初のHDMI端子×2搭載。DVD-AudioとSACDの再生には非対応。HDMIケーブル2本を使用することでHDMIのA/V分離を初めて実現。また、パイオニア独自のアルゴリズムによる逆24p変換機能を搭載することにより、BDレコーダーで記録されたBD-R,BD-REのテレビ番組も高画質で再生できるなど、PS4 Proが登場するまでは最高峰のBDプレーヤーと呼ばれていた。
- デノン - DVD-3800BD・2500BT（2008年3月発売）

2500BTはHDMI端子のみを備えアナログ出力がないため、「プレーヤー」ではなく「トランスポート」（分離型CDプレーヤーと同様）と呼んでいる。

#### ポータブル機器・業務用
- 廣華物産
  - BRD-10（2010年12月発売）

10型液晶ディスプレイ搭載のポータブルタイププレーヤー
- パナソニック[注 4]
  - DMP-BV100（2009年3月発売）

8.9V型液晶ディスプレイ・地上デジタルチューナー一体型。世界初のポータブルタイププレーヤー（本体操作部は天面に搭載、ディスプレイは前後・左右各180度回転機構により使用後は裏返しにして収納可）。ボタン電池CR2025使用のカードリモコンとアナログAVケーブル付属。「お部屋ジャンプリンク」は無線LAN非対応（有線LAN接続のみ可）で、放送転送機能は「ビエラ」2013年以降モデルと組み合わせた場合のみ使用可（ビエラ2012年・2011年モデル及びディーガ2009年以降モデル全機種と組み合わせた場合は録画番組転送のみ可）[注 5]。
  - DMP-BV200（2010年4月発売）

DMP-BV100の後継。液晶ディスプレイが10.1V型に拡大された。本機以降のモデルより外部アンテナ端子はF型ネジ式から3.5mmミニジャックに変更され、内蔵/外部アンテナ切替スイッチ・ディスプレイ回転機構・アナログAV入出力端子廃止（TV受像機とはHDMIケーブルのみで接続可。ディスプレイは可動範囲が前後方向90度のみへと狭められ裏返し不可）。本体操作部は（電源・メニュー選択両ボタンのみを天面に残し）ディスプレイの下部へ移設。専用USBアダプタDY-WL10を繋げば無線LANも使用可。SDカードスロットは使用可能カード種類が「SDXC」までに拡大。「お部屋ジャンプリンク」の「放送転送機能」使用可能機種には（これまでの「ビエラ2013年以降モデル」に加え）「ディーガ2011年以降モデル」も追加され、録画した番組のみならず（対応ディーガで）受信した放送（BS・110度CSを含む）もLAN経由で視聴可能となった（ディーガ2010年・2009年モデル及びビエラ2012年・2011年モデルと組み合わせた場合は録画番組転送のみ可）。姉妹品としてBDプレーヤー非搭載のDMP-HV100/HV50も発売（HV50はバッテリーパック別売りで、AC駆動時はバッテリーパック装着部に付属カバーを取り付ける）。リモコンは本機以降モデルより（以前のボタン電池使用カード型から）単3乾電池2本使用の通常型に変更されている。
  - DMP-B100 （2010年4月発売）

8.9V型液晶ディスプレイを搭載した、チューナーレスタイプのポータブルタイププレーヤー。
  - DMP-BV300（2011年3月発売）

DMP-BV200の後継で、BDプレーヤー付きポータブルビエラ最終モデル。専用USBアダプタDY-WL10を繋げば無線LANも使用可（L型USBアダプタ付属だが直接繋ぐ事も可）。「お部屋ジャンプリンク」も搭載し、対応ディーガで録画した番組及び受信した放送（BS・110度CSを含む）もLAN経由で視聴可能（ディーガ2010年・2009年モデル及びビエラ2012年・2011年モデルと組み合わせた場合は録画番組転送のみ可。前作BV200では廃止されていた）。アナログAV端子は入力のみ復活[注 6]（出力端子はHDMIのみで、TV受像機とはHDMIケーブルでのみ接続可）。本体操作部は（電源・メニュー選択両ボタンのみを天面に残し）ディスプレイと一体化されタッチパネル式に変更。バッテリーは付属DY-DB35のみ使用可（同じパナソニック製でもDY-DB35以外の他機用バッテリーを装着するとエラー表示が出る）。姉妹品としてBDプレーヤー非搭載のDMP-HV200/HV150も発売（HV200は無線LAN内蔵・バッテリーパック別売り、HV150はAC専用でバッテリーパック非対応）。
  - DMP-B200

DMP-B100の後継。
  - DMP-T1000（2008年7月発売）

業務用モデルではあるが、個人ユーザーであっても業務用製品を取り扱う販売店（ビデオ近畿など）やあるいはネットショッピングなどで購入することができる。海外向けの機種がベースのためGUIはすべて英語である。
- パイオニア - BDP-V6000（2009年8月発売）

BDP-320の筐体を流用。外部コントロール用のRS-232C端子を装備した業務用機。

## パソコンでの視聴
DVDプレーヤーと同様に、パソコンでBDMV（BDビデオ）を視聴するためにソフトウェアとしてのBDプレーヤーがある。パソコンにはハードウェアとしてBDドライブ（BD-ROM・BD-REドライブ）が搭載または接続され、さらにソフトウェアとして「BD再生ソフトウェア」が導入されている必要がある。「BD再生ソフトウェア」はBDMVの視聴を可能にするソフトウェアで「ソフトウェアBDプレーヤー」ともよばれる。DVD同様再生ソフトはメディアプレーヤーの一種に区分されるようになっている。また多くはBDAVやDVD-Videoの視聴も可能となっている。
「BD再生ソフトウェア」は単体機器としてのBDプレーヤーに搭載されているデジタル信号処理をソフトウェアで実現したものである。途切れのない再生のためにはパソコンにはDVDの場合以上の処理能力が求められる。